# Kenneth Thordal
Kenneth Thordal (født 16. oktober 1965 i København) er en dansk musiker, sangskriver, musikproducer og oversætter. Han har udgivet otte albummer under eget navn, hvor det seneste er Stædigt svævende fra 2025. Derudover har han udgivet teateralbummerne Villa Requiem og Frankenstein Genskabt med Johan Olsen som solist. 
Thordal er også kendt for at stå bag oversættelsen af sangene og dialogen i Det Ny Teaters danske produktion af The Book of Mormon i 2017/2018, instrueret af Kasper Holten.
Thordal er opvokset og bosat i København og arbejder primært med musikteater – som komponist, tekstforfatter, musiker og kapelmester.

## Karriere
I 1980'erne spillede Kenneth Thordal med punkkvartetten An Ultimate Choice og siden med hardrockbandet Stalin Staccato, der nåede at udgive et enkelt album samt at turnere i Polen, Irland og Tyskland. I 1994 var han en central figur i bandet Nude, der bl.a. spillede på Rockshow et par år i træk, fik en Grammy og havde radiohittene All We Ever Had og Go For Yourself. 
Efter næsten ni års udgivelsespause udkom hans første dansksprogede album, 11 salmer fra bunden af havnen, i januar 2003. Det blev fulgt op af Skåret ud i pap, der udkom i april 2005. Dette album blev ved årets udgang nomineret til Årets Album af Foreningen af Danske Musikkritikere, lige som Kenneth Thordal selv fik flere normeringer.[kilde mangler]
Kenneth Thordals tredje dansksprogede album, Alt og ingenting, udkom i februar 2007 og fik ligesom de foregående album en overvældende positiv modtagelse af pressen. Han har lavet  spoken word-optrædener sammen med digteren The Keith. Ved siden af egne projekter har han bidraget til kollegers plader. Han har co-produceret Klaus Lynggaards solo-debut, På herrens mark.  På cd-udgivelsen Villa Requiem fra 2009 skrev han ud fra Peer Hultbergs roman Requeim sangene til musikteaterstykket af samme navn. Det havde premiere i februar 2009 på Københavns Musikteater Plex.
Han har skrevet sange med så forskellige folk som Dicte, Peter Laugesen, Peter Sommer, Dan Turèll (in absentia), Tobias Trier, Johan Olsen, Christian Juncker, Poul Krebs, Carsten Lykke, Oliver Zahle, Dy Plambeck, Line Mørkeby, Mit navn er Keith og mange andre.
Han har undervist i sangskrivning – blandt andet på Det Jyske Musikkonservatorium.[kilde mangler]
Thordal har også oversat musicalerne The Book of Mormon, Hedwig and the Angry Inch, Hair, Evita, Jesus Christ Superstar, Next to Normal, Rockulven og Go Go Beach, og han oversatte desuden fra 1994-2012 en række biograffilm og tv-programmer, blandt andet Rocky Horror Picture Show, Eminems 8 Mile og South Park: Bigger, Longer & Uncut.
Han har som filmkomponist skrevet score og kendingsmelodi til DR K-serien: Musikalske legender samt musik til en masse reklamer.
Han har samarbejdet med kunstneren Marco Evaristti om flere forskellige projekter – senest Songs from Death Row med den dødsdømte Gene Hathorn og Mount Rouge, hvor Mont Blancs tinde blev udråbt til en selvstændig stat.
I maj 2007 modtog Thordal Statens Kunstfonds treårige arbejdslegat. Frankenstein Genskabt blev i 2013 af Statens Kunstfond præmieret for ”bedste musik til musikdramatisk værk
i perioden 2010-2013”. Desuden modtog han komponistforeningen DJBFA's Hæderspris i marts
2010.
Thordal blev master i filmmusikkomposition i 2012.

## Teater
- 2009
  - Sangene til musikforestillingen Villa Requiem, Københavns Musikteater.
- 2010
  - Komponist på teaterstykket Amokløb, Teamteatret.
  - Sange til teaterstykket LykkeBjørn, Teater Grob og Folketeatret.
- 2011
  - Sangskriver og medvirkende i koncertkomedien Stakkels Kenneth,[7] Cafe Teatret.
- 2012
  - Sange til forestillingen Goodbye og farvel, Teater O.
- 2013
  - Komponist, tekstforfatter og musiker i Med lov skal man vand tygge,[8] Københavns Musikteater.
  - Komponist, sangtekstforfatter og kapelmester på musikdramaet Frankenstein genskabt,[9] Det Kongelige Teater.
- 2014
  - Komponist, tekstforfatter og kapelmester på Alice i Eventyrland,[10] Aalborg Teater.
- 2015
  - Komponist, sangtekstforfatter på Frankenstein ved Östgöta Teater.[11]
  - Komponist, tekstforfatter, musiker på Boutique Requiem,[12] Københavns Musikteater.
- 2016
  - Komponist, sangtekstforfatter, kapelmester på Kong Arthur,[13] Ulvedalene (Det Kongelige Teater).
- 2017 
  - Komponist og sangtekstforfatter på Julemandens skæg, Ishøj Teater.
- 2018
  - Komponist på Europa og Øjenvidneberetninger, Mungo Park Kolding.
  - Komponist på  Den grimme ælling, Ishøj Teater.
  - Komponist på Lille frø, Teater Fantast.
- 2019 
  - Komponist, sangtekstforfatter, kapelmester på Kong Arthur, Moesgaard (Det Kongelige Teater).

## Diskografi
- "Civilized Guy" / "Ocean" (Single, T.I.R. Records, 1986) - med bandet Stalin Staccato
- Poland Live (Lp, Pronit,1990) -  med bandet Stalin Staccato
- Nudeism (Album, Headway Records, 1994) - med bandet Nude
- 11 salmer fra bunden af havnen (Album, Sundance/Så'dansk, 2003)
- Skåret ud i pap (Album, Universal, 2005)
- Alt og ingenting (Album, Sonet/Universal, 2007)
- Villa Requiem (Album, Gateway, 2009)
- Fald nu ned (Album, Gateway, 2011)
- Frankenstein genskabt (Album, Gateway, 2013)
- Den tid. Den sorg (Album, Gateway, 2019)